# Marquess of Headfort

Wappen der Marquesses of Headfort

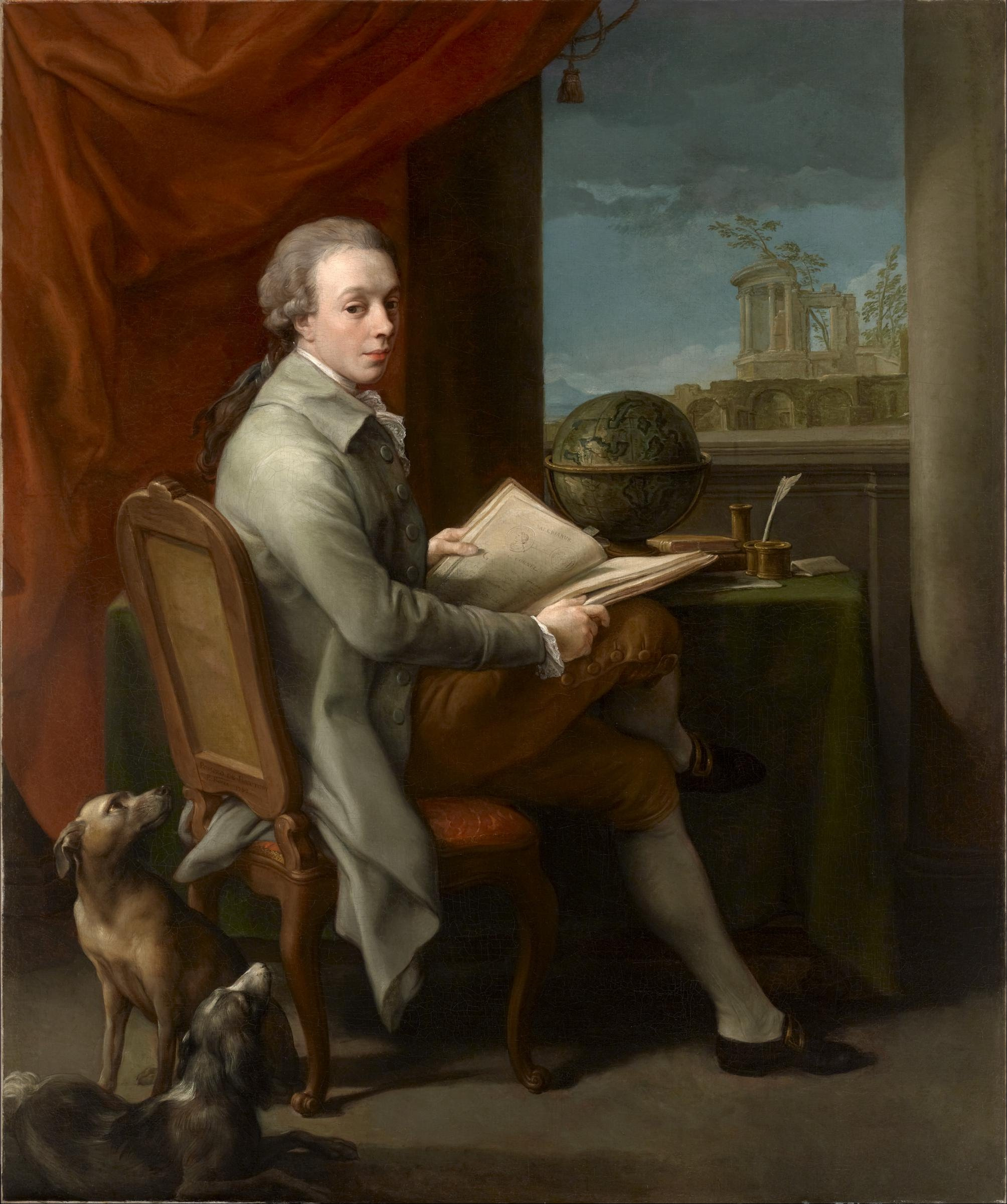
Lord Thomas Taylour, der spätere 1. Marquess of Headfort (1782)

Marquess of Headfort ist ein erblicher britischer Adelstitel in der Peerage of Ireland.
Familiensitz der Marquesses war Headfort House bei Kells im irischen County Meath.

## Verleihung und nachgeordnete Titel
Der Titel wurde am 29. Dezember 1800 für den irischen Politiker Thomas Taylour, 2. Earl of Bective, geschaffen.
Von seinem Vater hatte er am 14. Februar 1795 die Titel Baron Headfort, of Headfort in the County of Meath, Viscount Headford, of Headfort in the County of Meath und Earl of Bective, of Bective Castle in the County of Meath, geerbt, die diesem am 6. September 1760, 12. April 1762 und 24. Oktober 1766 verliehen worden waren. Außerdem hatte er von ihm den Titel Baronet, of Kells in the County of Meath, geerbt, der am 12. Juni 1704 seinem Urgroßvater verliehen worden war. Alle diese Titel gehören zur Peerage bzw. Baronetage of Ireland.
Der 2. Marquess wurde am 10. September 1831 zudem zum Baron Kenlis, of Kenlis in the County of Meath erhoben. Diese Titel gehört zur Peerage of the United Kingdom und war im Gegensatz zu den irischen Titeln bis 1999 mit einem erblichen Sitz im House of Lords verbunden.

## Liste der Titelinhaber

### Earls of Bective (1766)
- Thomas Taylor, 1. Earl of Bective (1724–1795)
- Thomas Taylour, 2. Earl of Bective (1757–1829) (1800 zum Marquess of Headfort erhoben)

### Marquesses of Headfort (1800)
- Thomas Taylour, 1. Marquess of Headfort (1757–1829)
- Thomas Taylour, 2. Marquess of Headfort (1787–1870)
- Thomas Taylour, 3. Marquess of Headfort (1822–1894)
- Geoffrey Taylour, 4. Marquess of Headfort (1878–1943)
- Terence Taylour, 5. Marquess of Headfort (1902–1960)
- Thomas Taylour, 6. Marquess of Headfort (1932–2005)
- Thomas Taylour, 7. Marquess of Headfort (* 1959)

Heir apparent ist der Sohn des jetzigen Titelinhabers, Thomas Taylour, Earl of Bective (* 1989).